# Kane and Abel
Pour les articles homonymes, voir Caïn et Abel.
Kane and Abel (ケインとアベル) est une comédie musicale de Nathan Tysen, Daniel Goldstein et Frank Wildhorn créée en 2025. Il s'agit d'une adaptation du roman Kane et Abel de Jeffrey Archer, paru en 1979.

## Postulat
Début du XXe siècle. William Kane et Władek Rosnowski n'ont rien en commun, si ce n'est une ambition féroce et leur date de naissance : le 18 avril 1906.
William est l'héritier d'une prestigieuse famille de banquiers établie à Boston. A la mort de son père lors du naufrage du Titanic, William suit les traces de son géniteur et intègre l'université d'Harvard. Après avoir obtenu son diplôme, il rejoint la banque Kane & Cabot en tant que directeur.
Władek est né dans les montagnes polonaises, au cœur d'une région frappée par la misère. Devenu orphelin lors de l'invasion russe et marqué par de nombreuses épreuves, Władek décide de tenter sa chance aux États-Unis où il se fait appeler Abel. Embauché comme serveur, Abel témoigne vite d'une grande intelligence et d'une nature persévérante. Ses qualités lui permettent de se distinguer auprès du magnat de l'hôtellerie Davis Leroy. Ce dernier permet au jeune homme de se lancer dans la gestion hôtelière. Peu de temps après, Abel s'éprend d'une belle immigrée, Zaphia.
Alors que le sort semble favorable à Abel, New York est frappée par la Grande Dépression. Leroy, désespéré, tente d'obtenir un prêt auprès de Kane & Cabot pour sauver ses hôtels mais sa demande est rejetée. Ruiné, Leroy met fin à ses jours. Abel décide alors de venger son protecteur et jure la perte de William.
Les tensions entre les deux hommes vont s'accentuer jusqu'à brouiller les limites de la moralité...

## Distribution et personnages

### Personnages centraux
- Kōhei Matsushita : William Kane, riche héritier d'une famille bostonienne, banquier
- Yūya Matsushita : Władek / Abel Rosnowski, immigré d'origine polonaise qui s'élève progressivement dans la société étasunienne

### L'entourage de William Kane
- Ayaka Ayu : Kate Brooks, épouse de William
- Masato Takeuchi : Richard Kane, fils de William et Kate
- Takuya Uehara : Matthew Lester, meilleur ami puis associé de William, également banquier
- Toru Masuoka : Alan Lloyd, banquier et tuteur de William
- Takuya Ima : Henry Osborne, politicien, beau-père noceur de William détesté par ce dernier et allié par intérêt d'Abel

### L'entourage d'Abel Rosnowski
- Rina Chinen :  Zaphia, immigrée polonaise et épouse d'Abel
- Miyu Sakihi : Florentyna Rosnowski, fille d'Abel et Zaphia
- Kazuya Kamikawa : George Novak, immigré et meilleur ami d'Abel
- Yūichirō Yamaguchi : Davis Leroy, magnat de l'hôtellerie et protecteur d'Abel

## Numéros musicaux
| - 1. American Dream - 2. The Best of the Best - 3. Living Up to My Father - 4. Rules of the Game - 5. Aim for the Skyscrapers - 6. Beyond the Waves - 7. I'm Your Right Hand - 8. When Love Begins - 9. The Right Time - 10. You Can Do It | - 11. As Long as I Live - 12. Sure to Succeed - 13. Until We Meet Again - 14. Back from the War - 15. On the Brink - 16. Like a Glove - 17. Enough With This - 18. I Can Do It - 19. What for - 20. Finale (Living Up to Your Name) |

## Production
La comédie musicale est tirée de l'œuvre éponyme de Jeffrey Archer paru en 1979. Il s'agit du second opus de la trilogie Kane et Abel, précédé de Faut-il le dire à la présidente ? (1977) et suivi par La Fille prodigue (1982). Le roman étant particulièrement dense, l'adaptation présente des coupes drastiques : la majeure partie d'enfance des protagonistes est occultée ; l'histoire débute avec l'arrivée d'Abel Rosnowski aux États-Unis et la fête organisée pour la remise de diplôme de William Kane.

Dédié au marché nippon, le spectacle est produit par la Tōhō et l'agence CUBE Inc. Il est créé par une équipe anglophone composée de Frank Wildhorn à la musique, Nathan Tysen aux paroles et Jason Howland aux arrangements musicaux et à l'orchestration. Les chorégraphies sont assurées par Jennifer Weber, célèbre pour son travail sur & Juliet. Daniel Goldstein est en charge du livret et de la mise en scène.
| |  |  |
| Le duo phare du spectacle : Kōhei Matsushita (pendant un tournage) et Yūya Matsushita (lors d'un concert). |  |  |

Rédigées en anglais, les chansons sont traduites et adaptées par Hana Ichikawa, Soji Odashima et Machiko Ryu. Jun Arimura, l'un des costumiers de la Revue Takarazuka et des productions musicales de la Tōhō (Le Bal des vampires ; Marie-Antoinette ; Rudolf), est en charge de la garde-robe des personnages.
Le casting comporte des figures majeures de la scène japonaise comme Yūya Matsushita, Rina Chinen, Takuya Uehara ou encore Yūichirō Yamaguchi.
Après ses débuts à Tokyo en janvier 2025 sur la scène du Tokyu Theatre Orb, Kane and Abel est programmé au Shin-Kabukiza, un théâtre d'Osaka, entre février et mars de la même année.
Le CD est annoncé pour l'été 2025.